# Madonna del Latte (Zoppo)
La Madonna del Latte è un dipinto, originariamente su tavola trasferito su tela (89x72 cm), di Marco Zoppo, databile al 1453-1455 circa. Appartenuta a lord Wimborne è ora conservato nel Museo del Louvre a Parigi.

## Storia
L'opera risale al periodo in cui lo Zoppo era a bottega dallo Squarcione a Padova, come testimonia la firma, apposta sul bordo della base marmorea in primo piano: OPERA DEL ZOPPO DI SQUARCIONE.

## Descrizione
La Madonna del Latte è l'iconografia della Vergine che allatta il Bambino. Zoppo ritrasse infatti Maria con un seno scoperto e il Bambino in braccio, che si accovaccia per allattarsi. La coppia sacra è ritratta con la Madonna a mezza figura che si sporge oltre una balaustra marmorea, secondo un'impostazione derivata da Squarcione, che a sua volta la riprese dalla lezione toscana di Donatello, e che è molto frequente tra gli allievi del maestro padovano: se ne conoscono di simili di Andrea Mantegna, Giorgio Schiavone e altri.
Sulla base in primo piano stanno quattro piccoli angeli musicanti, in posizioni simmetriche, e al centro tra libri e una pera.
Lo sfondo è particolarmente esuberante, con una nicchia dalla prospettiva più immaginata che scientifica, sulla quale è appesa una ghirlanda di foglie e frutta, citazione erudita dell'antico tipica degli "squarcioneschi", retta da due puttini, uno di fronte e uno di spalle, che stanno in piedi ai lati di Maria poggiati su due sporgenze marmoree a mo' di scranni. Altri due angioletti alati stanno dietro la Vergine. Le fattezze di questi putti e angioletti sono simili in tutti gli allievi di Squarcione, compreso Mantegna.
Ai lati infine si vedono due aperture sul paesaggio, occupate soprattutto da un cielo punteggiato di nuvolette, che schiarisce avvicinandosi all'orizonte, come si ritrova in molte opere del Quattrocento.

## Stile
Lo stile ha molte delle caratteristiche tipiche degli squarcioneschi: contorni netti e contorti, colori marmorei e smaltati, citazioni dall'antico. Pur nell'esuberanza decorativa si riconosce una certa disciplina introdotta dagli influssi indiretti di Piero della Francesca, giunti a Padova verso gli anni cinquanta del secolo tramite il cantiere della Cappella Ovetari. Ciò è visibile soprattutto nell'impostazione dello sfondo, nei colori chiari e nelle ombre morbide che danno un volume pacatamente statuario.